# Dolgozat
A dolgozat egy téma részletes, írásos kifejtése. A témától, illetve a közreadás módjától függően különféle alaki követelményeknek kell eleget tennie, ezeket általában a közreadó médium határozza meg. Sok esetben, valószínűleg hagyományként, az oktatási rendszerben a tudásszintet felmérő munkákat is dolgozatnak szokás nevezni.

## Fajtái
A dolgozatok attól függően, hogy milyen témát és milyen mélységben taglalnak, különféle csoportokba sorolhatóak. Általában azonban igaz rájuk, hogy érvelő típusú szövegek. Szükséges, hogy a dolgozatban szereplő állítások alátámasztottak legyenek. Hangnemét tekintve tárgyilagosság, távolságtartás jellemzi, felépítése lineáris. Nyelvezete szabatos, tömör.

### Tudományos dolgozat
Valamely kutatás eredményét vagy új felismeréseket érvekkel alátámasztva közlő írás. Ide tartozik a kiinduló állítás logikai alátámasztása, a következmények ismertetése és a végső konklúzió levonása. Példa ilyen dolgozatra Albert Einstein négy dolgozata, amelyek között megtalálható a speciális relativitáselméletet kifejtő írása.
Míg korábban a tudományos dolgozatokat főleg egyetlen személy írta és készítette el, jelen korunkban már sokkal jellemzőbb a csapatokhoz köthető munka. Ennek oka, hogy a tudományos munka jelenleg már igen széles körű, egyetlen ember számára igen nagy mennyiségű ismeretet igényel. A dolgozat egyes részeit ugyanakkor írhatja egy ember, majd az így elkészült részeket a kutatás vezetője foglalja egyetlen egységbe.
Sok esetben nem csak tudományos, de didaktikai szempontokat is érvényesítenek a dolgozatok szerzői. A dolgozatok megjelenítési formája hagyományosan papíralapú, azaz akármilyen formában is készült el, végül nyomtatottan kell, hogy hozzáférést biztosítson a szerző. A mellékletek természetesen bármilyen formátumúak lehetnek.

#### Szerkezet
A tudományos dolgozatoknak meglehetősen kötött szerkezete van. Egy jó munka ezeket maradéktalanul és igen magas fokon teljesíti. Mi több, ez a dolgozat megítélésében is komoly súllyal esik latba. A munka nem csak azt tanúsítja, hogy a szerző a kutatást elvégezte, hanem annak eredetiségét, illetve a tudományos módszertan használatát is szemlélteti.
A dolgozat bevezetésében megtörténik a problémának és eredetének ismertetése. Itt történik meg a kutatási előzmények bemutatása és a saját kutatási módszerek felsorolásai is. Természetesen a felhasznált fogalmak és eredményeknek is a bevezetésben kell szerepelniük, akárcsak a szerkezet ismertetésének. Ellenben nem kerülnek bele a különféle személyes információk, például a köszönetnyilvánítás, vagy a közreműködők felsorolása. Ezek, ha vannak és feltétlenül szükségesek, a dolgozat előszavába kell kerüljenek. Sok publikációs fórum ennek érdekében kötött szerkezetet ír elő, az ennek nem megfelelő dolgozatokat azok tartalmától függetlenül elutasítja.
A következő egységben a szakirodalmi feldolgozása történik meg a problémának. Ennek során a dolgozat értelmezési keretit szabják meg a szerzők, és a munkát a hasonló munkák között pozicionálják. Lényeges tevékenység emellett, hogy megkeressük a kutatásunk számára példát adó munkát. A feldolgozás során a szakirodalmat a tudományos módszertan szerint dolgozzuk fel. Ezzel párhuzamosan a szerző vagy szerzők bemutatják a saját kutatási eredményeiket, és azokat a meglévő irodalom alapján értelmezik. Ez lépésenként történik, a szakirodalmi feldolgozással párhuzamosan. Ennek révén az olvasó maga is végigkísérheti az ismeretszerzési folyamatot, annak részleteivel tisztában lehet és saját kritikájával élhet ezekkel szemben.
Végül a művet a kutatás összegzésével zárjuk. Itt röviden megismételjük a bemutatott eredményekhez vezető út legfontosabb lépéseit (de nem a korábbi részeket írjuk le újra). Ezek összegzésével pedig levonjuk a végső konklúziót, ismertetjük a kutatás eredményeit és a lehetséges további kutatási célokat. Magának a dolgozatnak a bevezető és az összegző szakasz keretet ad, mi több, a kivonatok készítése esetén e kettő lesz a leglényegesebb tartalmi szempontból.
A dolgozat végén feltétlenül szerepeltetni kell az elkészítéséhez felhasznált minden forrás. Itt kerül felsorolásra a szakirodalom, amire a szövegben csak hivatkozik a szerző. Ide kerülnek a hivatkozott képek, táblázatok, de a publikálható kutatóeszközök is, például kérdőívek vagy tesztek.

### Irodalmi dolgozat
Valamely irodalmi érdeklődésre számot tartó téma elemző kifejtése. Ez lehet valamely mű értelmezése, egy szerző életének ismertetése, vagy valamely irodalmi műfaj vizsgálata. Az írásban sokféle szempontot lehet figyelembe venni. A dolgozat szerkezete szabadabb, mint a tudományos munkáké, elsősorban esztétikai szempontokat szokás figyelembe venni. Ugyanakkor a forrásművek feldolgozása és jelölése ugyanakkora szigorral történik, mint a tudományos művek esetén.